# Odontochernes cervus
Genre
Espèce
Synonymes
- Chelifer cervus Balzan, 1888

Odontochernes cervus, unique représentant du genre Odontochernes, est une espèce de pseudoscorpions de la famille des Chernetidae.

## Distribution
Cette espèce se rencontre au Brésil en Amazonas, au Mato Grosso et au Suriname.

## Publication originale
- Balzan, 1888 : Osservazioni morfologiche e biologiche sui Pseudo-Scorpioni del Bacino dei Fiumi Paranà e Paraguay. Asuncion.
- Beier, 1932 : Zur Kenntnis der Lamprochernetinae (Pseudoscorp.). Zoologischer Anzeiger, vol. 97, p. 258-267.